# إدراك اللهجة
اللهجات هي الاختلافات المُميزة في طريقة نطق اللغة. من الممكن للهجات أن تكون أصلية أو أجنبية، محلية أو وطنية، ويمكن لها أن تعطي معلومات عن الموقع الجغرافي للشخص، وحالته الاجتماعية والاقتصادية، وعرقه. يعتبر إدراك اللهجة أمراً طبيعياً في أي مجموعة من مستخدمي اللغة، ويشمل الإدراك تصنيف المتحدثين في مجموعات اجتماعية معينة، وإطلاق أحكام معينة على صاحب اللهجة بما في ذلك مكانته، وشخصيته. يمكن للهجة أن تغير بشكل كبير من طريقة النظر إلى فردٍ ما، أو حتى إلى مجموعة بأكملها، الأمر الذي يعتبر حقيقة مهمة نظراً إلى تزايد وتيرة مواجهة الناس لأشخاص يتكلمون بلهجات مختلفة عن تلك التي يستعملونها بأنفسهم، ويرجع ذلك -بشكلٍ جزئي- إلى السفر الدولي الرخيص، ووسائل التواصل الاجتماعي. بالإضافة إلى تأثير اللهجة على إطلاق الأحكام، فإنها تؤثر أيضاً على العمليات المعرفية الرئيسية -كالذاكرة- التي تمتلك دوراً مهماً في قيام الفرد بعددٍ لا يحصى من الأنشطة اليومية.
يبدأ الفرد بإدراك اللهجة منذ عمر الطفولة. ونتيجة لذلك، فإن اللهجة تؤثر منذ نعومة أظفارنا على طريقة نظرتنا للآخرين، وعلى القرارات التي نتخذها حول متى وكيف نتفاعل مع الآخرين، وتؤثر بنفس الوقت على الطريقة التي ينظر فيها الآخرون إلينا. قد تؤدي زيادة فهمنا للدور الذي تلعبه اللهجات في تقييمنا (غير الدقيق في الكثير من الأحيان) للأفراد والجماعات إلى قبول أشخاص مختلفين عنا، وبالتالي تقليل المواقف والسلوكيات التمييزية.

## نظرية الهوية الاجتماعية للهجات
نظرية الهوية الاجتماعية هي نظرية تصف السلوك بين الجماعات على أساس الانتماء إلى الجماعة، من الممكن أن تكون علامات انتماء الفرد إلى جماعة ما اعتباطيةً، كارتداء سترات ملونة، أو من خلال رمي قطعة نقود معدنية، إلخ.. أو غير اعتباطية، فيمكن أن تُحدد الجماعات من خلال الجنس أو اللغة أو العرق أو إلخ... تعتبر اللكنة علامة غير اعتباطية لعضوية الجماعات، ومن الممكن لها أن تكون ملحوظةً أكثر من أغلب العلامات غير الاعتباطية الأخرى كالعرق والمؤشرات البصرية بشكلٍ عام.

ينص أحد بنود نظرية الهوية الاجتماعية على قيام الفرد في مجموعةٍ ما بالتعامل والحكم على أفراد آخرين ضمن مجموعته (أعضاء من الجماعة) بطريقة تفضيلية مقارنةً بأولئك الذين لا ينتمون إلى مجموعته (أعضاء خارج الجماعة)، تسمى هذه الظاهرة بـ «التحيز للمجموعة»، أما عندما يتعلق هذا التفضيل باللهجة فيطلق على الظاهرة اسم «التحيز إلى اللهجة الشخصية». هناك العديد من الأمثلة على التمييز الذي تمارسه المجموعات الخارجية اعتماداً على اللغة، منها: منع التحدث باللغة الألمانية في الولايات المتحدة الأمريكية خلال الحرب العالمية الأولى، وحملة الأنفال، هناك أيضاً العديد من الأمثلة على التمييز القائم على اللهجة، ويرجع تاريخ بعضها إلى عدة آلاف من السنين، فيصور الكتاب المقدس في 12:5-6 من سفر القضاة القتل الجماعي للأفراد بناءً على لهجتهم:
«فَأَخَذَ الْجِلْعَادِيونَ مَخَاوِضَ الأُرْدُن لأَفْرَايِمَ. وَكَانَ إِذْ قَالَ مُنْفَلِتُو أَفْرَايِمَ: «دَعُونِي أَعْبُرْ». كَانَ رِجَالُ جِلْعَادَ يَقُولُونَ لَهُ: «أَأَنْتَ أَفْرَايِمِي؟» فَإِنْ قَالَ: «لاَ» كَانُوا يَقُولُونَ لَهُ: «قُلْ إِذًا: شِبولَتْ» فَيَقُولُ: «سِبولَتْ» وَلَمْ يَتَحَفظْ لِلفْظِ بِحَق. فَكَانُوا يَأْخُذُونَهُ وَيَذْبَحُونَهُ عَلَى مَخَاوِضِ الأُرْدُن. فَسَقَطَ فِي ذلِكَ الْوَقْتِ مِنْ أَفْرَايِمَ اثْنَانِ وَأَرْبَعُونَ أَلْفًا.»
ويُعد أحد مقاطع مسرحية بيجماليون لجورج برنارد شو (التي اشتهرت بتنويع اللهجات فيها، حتى في السياق الأصلي) مثالاً آخر أكثر حداثة على التمييز اعتماداً على اللهجة، فيقول:  «من المستحيل أن يفتح رجل إنكليزي فمه دون أن يجعل رجلاً إنكليزياً آخر يكرهه أو يزدريه».

## الأسس التطورية للتحيز إلى اللهجة الشخصية
تعمل اللهجات كواحدة من العلامات على الانتماء للمجموعة الاجتماعية، فتنشر معلومات عن مكانة الفرد داخل المجموعة وخارجها. ومع ذلك، وعلى عكس العلامات غير الاعتباطية التي تبدو أنها أكثر وضوحاً (كالعرق على سبيل المثال)، فإن لهجة الفرد لا تكون واضحة بالنسبة للمراقب العادي، إلا في حال كان داخل نطاق السمع للمراقب.وهو ما يطرح السؤال التالي، كيف أصبحت هذه الخاصية التي يمكن إخفاؤها بسهولة علامةً على عضوية المجموعة في المقام الأول؟ تقترح إحدى التقديرات السائدة جواباً عن هذا السؤال يكمن في التاريخ التطوري. ففي المجتمعات الحديثة، يعيش الأشخاص معاً رغم انتمائهم لجماعات عرقية مختلفة، الأمر الذي يوفر للإنسان الحديث فرصة لاختبار مجموعة كبيرة من الأعراق والخصائص العرقية (مثل لون البشرة). لم تتمكن المجتمعات البدائية من السفر لمسافات طويلة إلا عن طريق المشي، لذلك فمن المرجح أن يكونوا متشابهين. وعليه، فمن المحتمل أن يفضل ضغط الانتقاء الطبيعي الاهتمام المجتمعي باللكنات، الأمر الذي كان بمثابة إشارة للأفراد لتحديد ما إذا كان الفرد أحد أعضاء المجموعة (إشارة لمدى مصداقية الفرد)، أو عضواً في مجموعة خارجية يحمل تهديداً محتملاً لهم. بالمقارنة، كان ضغط الانتقاء الطبيعي على الإقبال على العرق بشكلٍ مجتمعي أقل أهمية.

## نظريات التحيز إلى اللكنة الشخصية
التحيز إلى اللكنة الشخصية هو الميل (وإطلاق أحكامٍ أكثر إيجابية) نحو الأفراد الذين يستخدمون في حديثهم نفس اللكنة التي تستخدمها بنفسك بالمقارنة مع الأشخاص الذين يتحدثون بلهجات مختلفة. هناك نوعان من النظريات الرئيسية التي تحاول تفسير هذا التحيز، وهما: المعالجة العاطفية، وتمثيل النموذج الأولي.

### المعالجة العاطفية
يقترح منهج المعالجة العاطفية أن التحيز الإيجابي الذي يظهره الفرد نحو الأشخاص الذين يستخدمون نفس لكنته في كلامهم ناتج عن رد فعل عاطفي (من المحتمل أن يكون غير واعٍ). ببساطة، يميل الأفراد إلى الأشخاص الآخرين الذين ينطقون اللغة بلكنة مشابهة للكنتهم لسبب واضح ومحدد، وهو أنهم يحبون ذلك. تطورت هذه النظرية ودُعمت من خلال الأبحاث العلمية في البيولوجيا العصبية التي تبحث في اللغة العاطفية (المكون الرئيسي الذي تقوم عليه اللهجة)، والمشاعر الصوتية، التي وجدت أن تحفيز مناطق الدماغ المهمة (في الغالب في نصف الكرة الأيمن) مرتبط بعملية معالجة العواطف. تشمل هذه المناطق:
- التلفيف الصدغي الأوسط، والعلوي [12]
- الفص الجزيري [13]
- التلفيف الجبهي السفلي [14]
- العقد القاعدية [14]
- اللوزة الدماغية[15]

تلعب اللوزة الدماغية (بالإضافة إلى قيامها بمهام متعلقة بمعالجة الذاكرة والعاطفة) أدواراً مهمة كـ «جهاز الكشف عن مدى الصلاحية» للمعلومات الاجتماعية ذات الصلة. لذلك فإن مناطق الدماغ التي تتعامل مع الأهمية الاجتماعية والعاطفة الصوتية هي المرشح الأكثر احتمالاً لشبكة عصبية تتعلق بعضوية الأفراد في الجماعات القائمة على اللهجة والتي من شأنها أن تقود المعالجة العاطفية للهجات.

### تمثيل النموذج الأولي
ينبع منهج تمثيل النموذج الأولي من النظريات التي طُورت في مجالي اللغويات، وعلم النفس المعرفي. يقترح هذا المنهج أن هناك «نماذج أولية» (أي تمثيلات داخلية) مخزنة في الدماغ، تتم مقارنة المعلومات الواردة من الحواس معها بهدف تسهيل عملية التصنيف. لذلك، فإن التحيز نحو اللهجة الشخصية يرجع إلى حقيقة أن اللهجات الخاصة تشبه اللهجة النموذجية المخزنة في الدماغ وبالتالي فإن عملية معالجتها وتصنيفها تتم بسهولة أكبر مقارنة مع اللهجات الأخرى الغريبة. تُدعم هذه الفكرة من خلال الأبحاث التي تُظهر أنه كلما ابتعد الصوت عن متوسط اللهجة (الذي يُفترض أنه تمثيل جيد للنموذج الأولي للهجة) زاد احتمال تصنيفه على أنه أقل جاذبية وأكثر غرابة، وبالتالي أصبحت هناك حاجة إلى مزيد من النشاط الدماغي في المناطق الصوتية الصدغية (مناطق الدماغ المسؤولة عن إدراك الصوت واللكنات) للتمكن من فهمه.